# Sucre libre
Les sucres libres sont définis par l'Organisation mondiale de la santé et l'Organisation des Nations Unies pour l'alimentation et l'agriculture dans plusieurs rapports comme « tous les monosaccharides et disaccharides ajoutés aux aliments par le fabricant, le cuisinier ou le consommateur, plus les sucres naturellement présents dans le miel, les sirops et les jus de fruits »,,. L'expression sucre libre est utilisée pour distinguer les sucres naturellement présents dans les glucides non raffinés tels que le riz complet, les pâtes complètes, les fruits, etc., et les sucres (ou glucides) qui ont été, dans une certaine mesure, raffinés (en principe par des humains mais parfois aussi par des animaux, comme c'est le cas des sucres dans le miel). Ils sont appelés « sucres », car ils recouvrent plusieurs formes chimiques, notamment le saccharose, le glucose, le fructose, le dextrose, etc. 

## Usage
La principale définition des sucres libres consistait à scinder le terme « glucide » en éléments se rapportant plus directement à l'impact sur la santé plutôt qu'à une définition chimique, puis à des méta-études sur les maladies chroniques, l'obésité et la carie dentaire. Cela a également conduit l'OMS et la FAO à publier une pyramide alimentaire révisée qui divise les groupes d'aliments classiques en plusieurs groupes axés sur la santé, ce qui semble n'avoir eu que peu d'impact sur les pyramides alimentaires utilisées dans le monde[réf. nécessaire]. 
L’inclusion d’une telle définition a posé problème à l’OMS avec l'industrie sucrière. Celle-ci a tenté d'obtenir du gouvernement américain qu'il coupe son financement à l’OMS, reprochant à cette dernière d'avoir suggéré que la consommation de sucres libres dans la pyramide alimentaire ne devrait pas représenter plus de 10% de l'apport énergétique total, et qu’il ne devrait pas y avoir de minimum (c’est-à-dire qu’il n’y a pas de besoins en sucres libres dans l'alimentation humaine) ,,,,. L'industrie sucrière reprochait au rapport de l'OMS:56-57 de ne pas tenir compte des preuves que ladite industrie avait fournies. Il faut toutefois relever que le rapport en question contient des références spécifiques aux éléments de preuve de l'industrie sucrière, mais qu'il n'a pas pu les utiliser pour formuler des recommandations de santé, car ces études n'offraient pas de preuves effectives d'impact sur la santé et le rapport considère ces études comme « limitées »:57. Pour un adulte moyen consommant 2000 Kcal par jour, 10% équivalent à 50 g de sucres par jour ; une réduction à 5 % (25 g par jour) est encore meilleure. 